# Elitedivisionen
La Elitedivisionen, nota anche come Gjensidige Kvindeliga, e precedentemente 3F Ligaen, per ragioni di sponsorizzazione, è la massima serie del campionato danese femminile di calcio ed è posto sotto l'egida della Federazione calcistica della Danimarca (DBU). La prima stagione fu nel 1973 e attualmente partecipano 8 squadre. La Elitedivisionen ha cadenza annuale, inizia ad agosto e termina a maggio. All'estate 2025 il Brøndby e eil Fortuna Hjørring sono i club che hanno vinto il maggior numero di campionati (12). Per la stagione 2018-2019 la Elitedivisionen è il sesto campionato di calcio femminile in Europa secondo il ranking stilato dalla UEFA.

## Storia
Il primo campionato nazionale danese fu fondato nel 1973 e consisteva in un torneo tra le squadre vincitrici le serie regionali. La squadra che vinse il primo titolo fu il Ribe Boldklub, che sconfisse in finale il Boldklubben "Stjernen" per 1-0. Nel 1975 il campionato fu diviso in due gironi in cui le squadre venivano suddivise con criteri geografici: girone Est e girone Ovest. In quella stagione il titolo andò al Femina, che sconfisse in finale il Ribe per 4-0 in casa e 1-0 in trasferta. Nel 1981 per la prima volta il titolo è andato a una squadra dell'isola di Fionia, il B 1909, interrompendo l'alternanza tra Ribe e Femina. Dalla stagione 1986 alla stagione 1991 l'HEI Aarhus ha dominato la scena vincendo il campionato ogni anno.
Nel 1994 la massima serie ha preso il nome di Elitedivisionen. Il campionato era composto da 8 squadre che si affrontavano per tre volte per un totale di 21 giornate. La stagione 1994 vide anche la vittoria del Fortuna Hjørring per la prima volta nella sua storia. Nel 2000 ci fu il primo titolo per l'Odense e nel 2003 fu la volta del Brøndby, che conquistò il primo di sei titoli consecutivi. Dalla stagione 2006-07 alla stagione 2012-13 il numero di squadre partecipanti all'Elitedivisionen era pari a 10. Il campionato era composto di due fasi. Nel corso della prima fase le squadre erano impegnate in un doppio girone all'italiana, mentre nella seconda fase le squadre si dividevano: le prime quattro accedevano a un mini-torneo per l'assegnazione del titolo, le altre sei accedevano a un altro mini-torneo al termine del quale le ultime due classificate retrocedevano in 1. division. Dalla stagione 2013-14 al campionato partecipano 8 squadre e il formato è quello corrente.
Complessivamente il titolo è stato vinto da sole 7 squadre e a partire dal 2002 il titolo viene vinto o dal Brøndby o dal Fortuna Hjørring.

## Formato
Il campionato si compone di due fasi. La prima fase consiste in un girone all'italiana che coinvolge tutte e 8 le squadre con 7 gare di andata e 7 di ritorno per un totale di 14 giornate. Al termine della prima fase le prime sei classificate accedono alla fase per decretare la squadra campione di Danimarca, mentre le ultime due classificate accedono agli spareggi con le prime due classificate della 1. division per due posti nella massima serie. Nella seconda fase le sei squadre accedono con i punti conquistati nella prima fase dimezzati con arrotondamento per eccesso. Le sei squadre si fidano in un girone all'italiana con 5 gare di andata e 5 di ritorno per un totale di 10 giornate. Al termine della seconda fase la prima classificata vince il campionato ed è campione di Danimarca. Alla UEFA Women's Champions League della stagione successiva accedono le prime due classificate nella seconda fase.
Il campionato solitamente si apre ad agosto e si chiude a maggio. Il sistema di assegnazione del punteggio prevede 3 punti per la squadra vincitrice dell'incontro, 1 punto a testa in caso di pareggio e nessun punto per la squadra sconfitta.

## Le squadre

### Organico attuale
Alla stagione 2024-2025 partecipano le seguenti otto squadre:
- AGF
- B.93
- Brøndby
- Fortuna Hjørring
- HB Køge
- Kolding IF
- Nordsjælland
- Odense Q

## Albo d'oro
- 1973  Ribe (1º)
- 1974  Ribe (2º)
- 1975  BK Femina (1º)
- 1976  Ribe (3º)
- 1977  BK Femina (2º)
- 1978  Ribe (4º)
- 1979  Ribe (5º)
- 1980  BK Femina (3º)
- 1981  B 1909 (1º)
- 1982  HEI Aarhus (1º)
- 1983  B 1909 (2º)
- 1984  HEI Aarhus (2º)
- 1985  B 1909 (3º)
- 1986  HEI Aarhus (3º)
- 1987  HEI Aarhus (4º)
- 1988  HEI Aarhus (5º)
- 1989  HEI Aarhus (6º)
- 1990  HEI Aarhus (7º)
- 1991  HEI Aarhus (8º)
- 1992  B 1909 (4º)
- 1993  B 1909 (5º)
- 1994  Fortuna Hjørring (1º)
- 1995  Fortuna Hjørring (2º)
- 1996  Fortuna Hjørring (3º)
- 1997  HEI Aarhus (9º)
- 1998  HEI Aarhus (10º)
- 1999  Fortuna Hjørring(4º)
- 2000  Odense (1º)
- 2001  Odense (2º)
- 2002  Fortuna Hjørring (5º)
- 2003  Brøndby (1º)
- 2003-2004  Brøndby (2º)
- 2004-2005  Brøndby (3º)
- 2005-2006  Brøndby (4º)
- 2006-2007  Brøndby (5º)
- 2007-2008  Brøndby (6º)
- 2008-2009  Fortuna Hjørring (6º)
- 2009-2010  Fortuna Hjørring (7º)
- 2010-2011  Brøndby (7º)
- 2011-2012  Brøndby (8º)
- 2012-2013  Brøndby (9º)
- 2013-2014  Fortuna Hjørring (8º)
- 2014-2015  Brøndby (10º)
- 2015-2016  Fortuna Hjørring (9º)
- 2016-2017  Brøndby (11º)
- 2017-2018  Fortuna Hjørring (10º)
- 2018-2019  Brøndby (12º)
- 2019-2020  Fortuna Hjørring (11º)
- 2020-2021  HB Køge (1º)
- 2021-2022  HB Køge (2º)
- 2022-2023  HB Køge (3º)
- 2023-2024  Nordsjælland (1º)
- 2024-2025  Fortuna Hjørring (12º)

## Statistiche
| Squadra          | Titoli | Anni |
| ---------------- | ------ | --- |
| Brøndby          | 12     | 2003, 2003-2004, 2004-2005, 2005-2006, 2006-2007, 2007-2008, 2010-2011, 2011-2012, 2012-2013, 2014-2015, 2016-2017, 2018-2019 |
| Fortuna Hjørring | 12     | 1994, 1995, 1996, 1999, 2002, 2008-2009, 2009-2010, 2013-2014, 2015-2016, 2017-2018, 2019-2020, 2024-2025                     |
| HEI Aarhus       | 10     | 1982, 1984, 1986, 1987, 1988, 1989, 1990, 1991, 1997, 1998                                                                    |
| B 1909           | 5      | 1981, 1983, 1985, 1992, 1993                                                                                                  |
| Ribe             | 5      | 1973, 1974, 1976, 1978, 1979                                                                                                  |
| BK Femina        | 5      | 1975, 1977, 1980 |
| HB Køge          | 3      | 2020-2021, 2021-2022, 2022-2023                                                                                               |
| Odense           | 2      | 2000, 2001 |
| Nordsjælland     | 1      | 2023-2024 |